# Sīāh Khūz
Sīāh Khūz (persiska: سیاه خوز, Sīāh Khvor) är en ort i Iran.   Den ligger i provinsen Kermanshah, i den västra delen av landet, 500 km väster om huvudstaden Teheran. Sīāh Khūz ligger 1 379 meter över havet och antalet invånare är 486.
Terrängen runt Sīāh Khūz är kuperad åt nordväst, men åt sydost är den platt.Runt Sīāh Khūz är det ganska tätbefolkat, med 60 invånare per kvadratkilometer. Närmaste större samhälle är Eslāmābād-e Gharb, 6,8 km väster om Sīāh Khūz. Omgivningarna runt Sīāh Khūz är i huvudsak ett öppet busklandskap.